# 456 aC
El 456 aC va ser un any del calendari romà prejulià. En l'Imperi Romà es coneixia com a l'Any del consolat de Lactuca i Celiomontà (o, no tan sovint, l'any 298 Ab urbe condita).

## Esdeveniments
- Atenes, aliada amb Egipte contra el poder de l'Imperi Aquemènida, perd una important batalla naval. Una flota persa de 300 naus va posar en fuga als atenesos, que van ser expulsats des de Memfis. Van trobar refugi durant 18 mesos en una illa del delta del Nil, Prosopitis. Atenes va perdre 90 trirrems i molts homes.[1]
- Egina, es va rendir aquell any i l'illa va a passar a formar part de l'Imperi Atenenc, al que pagava un tribut anyal. Va haver d'entregar totes les seves naus i li van destruir les muralles.[2]
- Atenes reconeix la independència de Bizanci.[3]
- A Roma són elegits cònsols Marc Valeri Lactuca Màxim i Espuri Virgini Tricost Celiomontà.[4] Durant el seu mandat es van celebrar per segona vegada els ludi saeculares.[5]
- Es va aprovar la llei Icilia de Aventino monte, a proposta del tribú de la plebs Luci Icili.[6] Aquesta llei donava dret al poble a edificar al turó de l'Aventí, dividint gratuïtament entre la gent del lloc la part no edificada. La part edificada construïda clandestinament o sense títol just, havia de ser destruïda. Es va establir després que aquesta llei, considerada una llei sagrada, no podia ser derogada per les lleis de les dotze taules.[7]

## Necrològiques
- Èsquil, autor grec.[8]